# Hylophilus brunneiceps
A Hylophilus brunneiceps a madarak osztályának verébalakúak (Passeriformes) rendjébe és a lombgébicsfélék (Vireonidae) családjába tartozó faj.

## Rendszerezése
A fajt Philip Lutley Sclater francia ornitológus írta le 1866-ban.

## Előfordulása
Dél-Amerika északi részén, Brazília, Kolumbia és Venezuela területén honos. A természetes élőhelye a szubtrópusi vagy trópusi síkvidéki esőerdők és mocsári erdők, valamint száraz szavannák és cserjések. Állandó, nem vonuló faj.

## Megjelenése
Testhossza 11,5 centiméter, testtömege 8-11,5 gramm.

## Életmódja
Rovarokkal táplálkozik.

## Külső hivatkozás
- Képek az interneten a fajról
- Xeno-canto.org - a faj hangja